# 1992年埃尔津詹地震
1992年埃尔津詹地震是1992年3月13日下午5點18分39秒（當地時間）發生在土耳其東部埃尔津詹省的強烈地震，震级为MW 6.7级，震源深度为20公里，最大烈度為VIII（8）度，為北安那托利亞斷層錯動造成。此次地震造成至少498人罹難與約2000人受傷，至少150棟房屋倒塌，另有超過8000棟房屋受損。